# Lamparterhaus

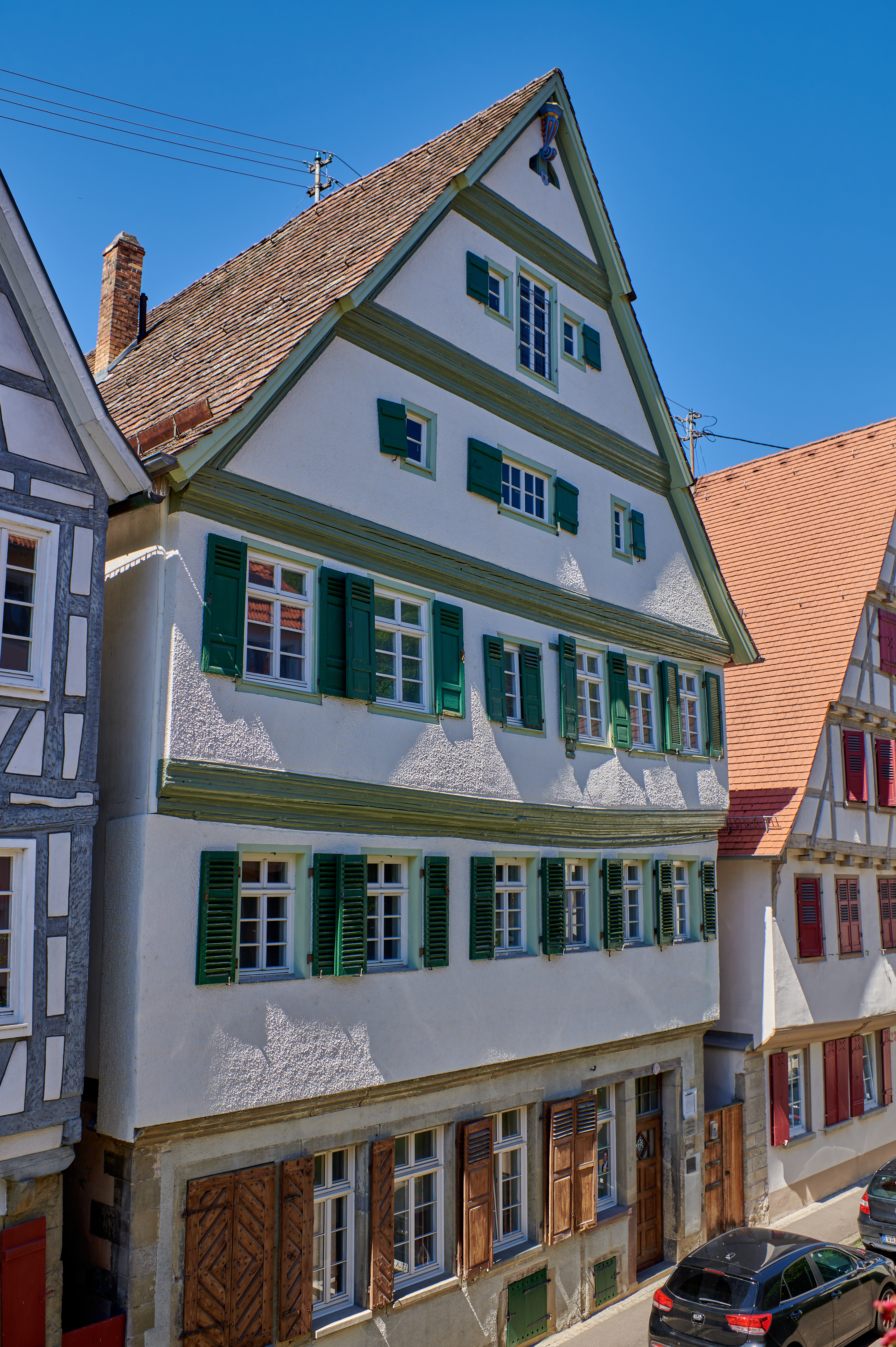
Lamparterhaus in Vaihingen an der Enz (2022)

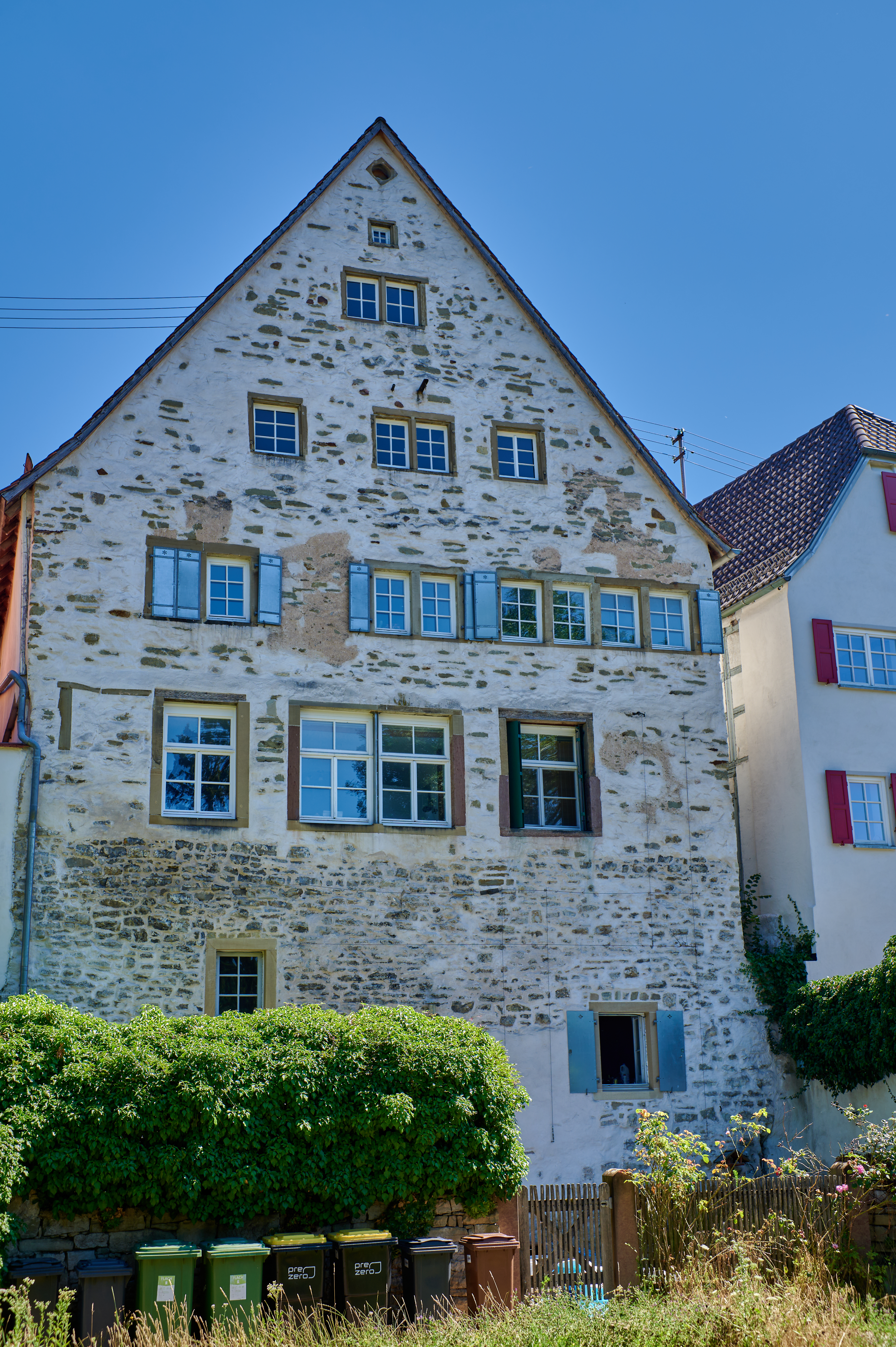
Lamparterhaus in Vaihingen an der Enz, Rückseite (2022)

Das Lamparterhaus ist ein Kulturdenkmal von besonderer Bedeutung in der baden-württembergischen Stadt Vaihingen an der Enz. Es wurde im Jahr 2000 mit dem Denkmalschutzpreis Baden-Württemberg ausgezeichnet.
Das dreigeschossige, giebelständige Fachwerkhaus wurde um 1617 fertiggestellt und gehört damit zu den ältesten Häusern der Stadt. Es besitzt drei Dachgeschosse, ein Satteldach, einen Gewölbekeller und wurde direkt auf der Stadtmauer errichtet. Bemerkenswert ist die verputzte Fachwerkfassade zur Mühlstraße mit einer Giebelhöhe von fast 17 m, mehreren Vorstößen mit profilierten Holzgesimsen und einer für Vaihingen einmaligen Firstkonsole. Die reiche Innenausstattung ist gut erhalten und umfasst unter anderem eine bauzeitliche Holzvertäfelung, reich verzierte Türen und ebenfalls bauzeitliche Ziegelböden in den Dachkammern.
Ende des 20. Jahrhunderts war das Haus stark verwahrlost und wurde über 25 Jahre denkmalgerecht restauriert und wird heute wieder zu Wohnzwecken genutzt.